# Cotito
|  | Per a altres significats, vegeu «Κότυς (desambiguació)». |

Cotito o Cotis (en grec antic Κοτυττώ o Κότυς) va ser una deïtat de Tràcia que era venerada especialment pels edonis en un festival anomenat Cotítia que se celebrava a la nit i segons Estrabó tenia similituds amb els festivals dels cabirs i de la divinitat frígia Cíbele, on els participants adoptaven un comportament obscè i orgiàstic. El nom de Cotito es relaciona amb guerra, matança, i també amb impudícia.
El seu culte es va introduir a Atenes i a Corint, ciutats que tenien relacions comercials amb Tràcia. Suides parla expressament del culte a Cotito que es feia a Corint, i Estrabó sembla suggerir que el culte de Cotis va ser adoptat pels atenesos, que, segons ell, eren tan hospitalaris amb els déus estrangers com ho eren amb els estrangers en general. La veneració a aquesta deessa es va associar, com el culte de Dionís, amb la frivolitat. Els sacerdots de la deessa es deien antigament baptes (βάπτες) que significa els que es banyen, per la necessària i complicada purificació que realitzaven abans de començar els rituals.